# تدی تامگو
تدی تامگو (انگلیسی: Teddy Tamgho؛ زادهٔ ۱۵ ژوئن ۱۹۸۹) ورزشکار دو و میدانی پرش سه‌گام اهل فرانسه است.